# Johann Christian Clodius
Johann Christian Clodius (geb. 1676 in Großenhain; gestorben 23. Januar 1745 in Leipzig) war ein deutscher Arabist, Philologe, Hebraist  und Hochschullehrer.

## Werdegang
Seine erste Einführung in orientalische Sprachen erhielt Clodius von seinem Vater, später studierte er an der Universität Jena. Im Anschluss absolvierte Clodius einige wissenschaftliche Reisen und ließ sich dann in Leipzig nieder, wo er eine Tätigkeit als Sprachlehrer aufnahm und später ebenda zum Professor für Arabische Sprache berufen wurde.

## Werke
- Theoria et praxis linguae arabicae, 1729
- Lexicon hebraicum selectum, 1744
- Scopelismi criminis Arabiae rudera e varii generis antiquitatibus excussa, 1730
- Clodius, Johann Christian; Krusiński, Tadeusz Jan und Mitford, George Newnham: The chronicles of a traveller: or, A history of the Afghan wars with Persia, in the beginning of the last century, from their commencement to the accession of Sultan Ashruf. (J. Ridgway, 1840)